# Gilles Vautier
Gilles Vautier est un humoriste et photographe français né le 29 mars 1962 à Grenoble en Isère.

## Biographie
Après des études dans le domaine de la finance, pour faire plaisir à ses parents, et une immixtion dans le monde des traders, Gilles Vautier préfère vivre pleinement sa passion du rire. Il sera animateur au café-théâtre le Carré-Blanc, où il rencontre Vincent Lagaf'. Celui-ci lui propose d’abord de l’accompagner au piano dans l’émission Yacapa (Fr3 – 1992). Ensuite, Gilles propose à Lagaf' une chanson Casse-toi, que Lagaf' enregistre et chante dans son spectacle de sketchs et de chansons.
Lors de la création du jeu télévisé Le Bigdil, en 1998, Lagaf’ lui propose de l’assister durant l’émission glissé dans le personnage virtuel de Bill l'extraterrestre. Bill plait tout de suite au jeune public et contribue au succès du jeu. Pendant 6 ans et demi, Gilles Vautier fait la voix de Bill et, grâce à des capteurs placé sur son corps, donne à Bill ses mouvements.
Avec les Gafettes, il sort un disque qui comprend le fameux Cric-crac-hop.
Gilles Vautier, dans la peau de Bill, joue aussi dans une pub pour de la lessive.
En 2004, il joue le rôle de "Marcherot" dans le court métrage La Médaille du travail de Jean Pierre Siméone aux côtés de Danielle Rizzi et des jeunes acteurs de télévision Stéphanie Taine et Cédéric Deruytère.
Après l'arrêt du Bigdil en 2004, Gilles Vautier revient en juillet 2005 avec Lagaf' dans le jeu Crésus. Cette-fois, il joue l'affreux héritier Crésus, un squelette virtuel.
On le retrouve après Crésus et jusqu'en 2008 dans l'équipe d'Attention à la marche ! - notamment dans le rôle de Bryan. 
Ce passionné de photographie présente sa première exposition en 2010. Ses œuvres ont pour thème New York, Paris, le rugby et l'ostréiculture.

## Télévision
- 1992-1994 : Yacapa (France 3) - pianiste
- 1998-2004 : Le Bigdil (TF1) - Bill
- 1998-1999 : Drôle de jeu (TF1) - Bill
- 2005-2006 : Crésus (TF1) - Crésus
- 2006-2008 : Attention à la marche ! (TF1) - Bryan et Feng Shu
- Depuis 2025 : Le Bigdil (RMC Story) - Bill